# Vlag van Saitama

Vlag van Saitama (ratio 2:3)

De prefecturale vlag van Saitama bestaat uit een wit vlak met een rood prefecturale embleem in het midden. Het prefecturale embleem wordt gevormd door 16 magatama, kralen van Sakimitama die in een cirkel zijn gerangschikt. Deze symboliseert de zon, ontwikkeling, passie en kracht. De kleuren van de prefecturale vlag komen uit de Japanse vlag. De witte kleur staan ook voor zuiverheid en vriendschap. De prefecturale vlag werd op 1 september 1964 aangenomen.